# السمنة في سويسرا
يُشار إلى السمنة في سويسرا بشكل متزايد على أنها مشكلة صحية رئيسية في السنوات الأخيرة, على الرغم من أن البلاد كان لديها أدنى معدل للسمنة في أوروبا في عام 2015. في عام 2017, كان لدى 11.3٪ من السكان البالغين مؤشر كتلة جسم (BMI) يبلغ 30 أو أكثر.
بالمقارنة مع بقية دول أوروبا والأمريكتين, فإن متوسط مؤشر كتلة الجسم (حوالي 25) منخفض إلى حد ما ويشبه ذلك في العديد من بلدان أمريكا الجنوبية وأفريقيا (انظر قائمة البلدان من حيث مؤشر كتلة الجسم).
تعتبر النساء السويسريات على وجه الخصوص أقل نحافة من غيرهن من الأوروبيات ولديهن متوسط مؤشر كتلة الجسم قريب من مثيله في الصين. في عام 2017, كانت نسبة 30 في المائة من النساء في سويسرا و 51 في المائة من الرجال يعانون من زيادة الوزن (مؤشر كتلة الجسم 25).

## أسباب وآثار
يعتبر مستوى السمنة لدى الرجال في كانتون زيورخ عاملاً مساهماً رئيسياً في حقيقة أن 54.1٪ فقط من الرجال يعتبرون لائقين بما يكفي للخدمة العسكرية. تم إلقاء اللوم على الخمول في نقص اللياقة البدنية لدى الرجال. بالإضافة إلى ذلك, يتم الإبلاغ عن الأعراض الجسدية مثل آلام الظهر والسمنة والربو بشكل متكرر.